# أوريانا ألتوف
أوريانا يوسيلين ألتوف مانسيلا (مواليد 3 أكتوبر 1992) هي لاعبة كرة قدم فنزويلية محترفة تلعب في مركز المهاجم لنادي الشباب السعودي ومنتخب فنزويلا الوطني للسيدات.

## المسيرة مع الأندية
بدأت ألتوف مسيرتها مع نادي كاراكاس قبل أن تنتقل للعب في الخارج مع كولون مونتيفيديو وإنديبندينتي سانتا في. كما لعبت في إسبانيا مع رايو فاييكانو، ريال بيتيس وفالنسيا. في أغسطس 2023، انضمت إلى نادي الشباب السعودي.

## المسيرة الدولية
شاركت ألتوف مع منتخب فنزويلا في نسختين من ألعاب أمريكا الوسطى والكاريبي (2010 و2018)، بالإضافة إلى نسختين من بطولة كوبا أمريكا للسيدات (2010 و2018).

### الأهداف الدولية
يتم سرد الأهداف والنتائج مع احتساب أهداف فنزويلا أولاً
| رقم | التاريخ        | الملعب                                                | الخصم     | النتيجة | النتيجة النهائية | المسابقة                                      |
| --- | -------------- | ----------------------------------------------------- | --------- | ------- | ---------------- | --------------------------------------------- |
| 1   | 24 يوليو 2010  | استاد خوسيه باتشينتشو روميرو، ماراكايبو، فنزويلا      | غواتيمالا | 2–0     | 2–1              | دورة ألعاب أمريكا الوسطى والبحر الكاريبي 2010 |
| 2   | 28 يوليو 2010  | استاد متروبوليتانو دي ميريدا، ميريدا، فنزويلا         | نيكاراغوا | 1–0     | 1–0              | دورة ألعاب أمريكا الوسطى والبحر الكاريبي 2010 |
| 3   | 30 يوليو 2010  | استاد متروبوليتانو دي ميريدا، ميريدا، فنزويلا         | هايتي     | 3–0     | 3–1              | دورة ألعاب أمريكا الوسطى والبحر الكاريبي 2010 |
| 4   | 9 أبريل 2018   | استاد بلدية فرانسيسكو سانشيز روموروزو، كوكيمبو، تشيلي | بوليفيا   | 6–0     | 8–0              | كوبا أمريكا للسيدات 2018                      |
| 5   | 21 يوليو 2018  | استاد موديرنو خوليو توريس، بارانكيا، كولومبيا         | كولومبيا  | 1–3     | 2–3              | دورة ألعاب أمريكا الوسطى والبحر الكاريبي 2018 |
| 6   | 21 يوليو 2018  | استاد موديرنو خوليو توريس، بارانكيا، كولومبيا         | كولومبيا  | 2–3     | 2–3              | دورة ألعاب أمريكا الوسطى والبحر الكاريبي 2018 |
| 76  | 23 أكتوبر 2024 | مركز الأداء العالي، مكسيكو سيتي، المكسيك              | تايلاند   | 2–0     | 2–0              | مباراة ودية                                   |

## الألقاب والإنجازات

### الأندية
كاراكاس
- بطولة فنزويلا لكرة القدم للسيدات: 2009، 2009/10، 2011، 2012، 2014

كولون مونتيفيديو
- بطولة أوروغواي لكرة القدم للسيدات: 2016

إنديبندينتي سانتا في
- الدوري الكولومبي لكرة القدم للسيدات: 2017

### الجوائز الفردية
- هدافة كوبا ليبرتادوريس للسيدات: 2016 و2017

## روابط خارجية
- أوريانا ألتوف على Txapeldunak.com (بالإسبانية)
- أوريانا ألتوف على إنستغرام